# Xuân Thành (phường)
Xuân Thành là một phường thuộc thị xã Sông Cầu, tỉnh Phú Yên, Việt Nam.

## Địa lý
Phường Xuân Thành nằm ở trung tâm thị xã Sông Cầu, có vị trí địa lý: 
- Phía đông giáp Vịnh Xuân Đài
- Phía tây giáp xã Xuân Lâm và xã Xuân Thọ 1
- Phía nam giáp phường Xuân Đài
- Phía bắc giáp phường Xuân Phú.

Phường Xuân Thành có diện tích 3,98 km², dân số năm 2022 là 10.715 người, mật độ dân số đạt 2.692 người/km².

## Lịch sử
Ngày 27 tháng 8 năm 2009, Chính phủ ban hành Nghị quyết số 42/NQ-CP về việc:
- Thành lập thành thị xã Sông Cầu thuộc tỉnh Phú Yên trên cơ sở toàn bộ huyện Sông Cầu.
- Thành lập phường Xuân Thành thuộc thị xã Sông Cầu trên cơ sở điều chỉnh 163,00 ha diện tích tự nhiên và 6,047 người còn lại của thị trấn Sông Cầu; 365,57 ha diện tích tự nhiên và 3.074 người của xã Xuân Thọ 1; 9,08 ha diện tích tự nhiên và 120 người của xã Xuân Lâm.

Sau khi thành lập, phường Xuân Thành có 537,65 ha diện tích tự nhiên và 9.241 người.